# Stefano Casagrande
Stefano Casagrande (Florence, 1 november 1962) is een Italiaans voormalig professioneel wielrenner. Hij heeft gereden voor 4 Italiaanse ploegen en 1 San Marinese ploeg. Hij is professional geweest in 2 perioden; van 1990 tot 1992, en van 1995 tot 1997.

## Palmares
- 3e in de Ronde van de Apennijnen

## Resultaten in voornaamste wedstrijden
| Jaar | Ronde van Italië | Ronde van Frankrijk | Ronde van Spanje |
| ---- | ---------------- | ------------------- | ---------------- |
| 1996 |                  |                     |                  |
| 1997 | opgave           |                     |                  |
| 1998 |                  |                     |                  |
| 2003 |                  |                     |                  |
| 2004 |                  |                     |                  |

| Jaar | Milaan-San Remo | Gent-Wevelgem | Ronde van Vlaanderen | Parijs-Roubaix |
| ---- | --------------- | ------------- | -------------------- | -------------- |
| 1996 | 140e            |               | 56e                  | 20e            |
| 1997 | 70e             |               |                      |                |
| 1998 | 74e             | 38e           |                      |                |
| 2003 |                 |               | 93e                  |                |
| 2004 |                 |               | 112e                 | 38e            |